# Hubert Schmidt (Prähistoriker)

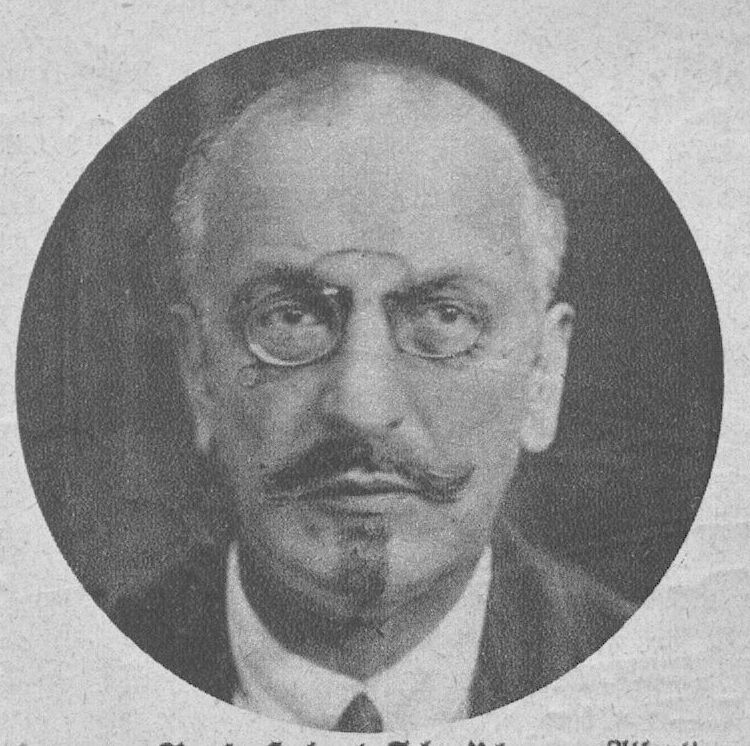
Hubert Schmidt, um 1924

Hubert Schmidt (* 6. August 1864 in Laurahütte; † 1. März 1933 in Berlin) war ein deutscher Prähistoriker, Kustos bei der vor- und frühgeschichtlichen Abteilung der Berliner Museen und Professor an der Universität Berlin. 

## Lebenslauf

### Jugend und Ausbildung (1864–1891)
Hubert Schmidt wurde im oberschlesischen Dorf Laurahütte (Kreis Beuthen, seit 1873 Kreis Kattowitz) als Sohn des Hütteninspektors Ferdinand Schmidt und der Elisa Brombosch geboren. Nach dem frühen Tod des Vaters zog er mit seiner Mutter nach Breslau und besuchte dort die Schule und das Johannesgymnasium, an dem er 1883 das Abitur ablegte. An der Universität Breslau begann er das Studium in den Fächern Klassische Philologie, Geschichte und Klassische Archäologie, u. a. bei Eduard Meyer, und wurde Mitglied des Philologischen Vereins Breslau im Naumburger Kartellverband. Er ging nach sieben Semestern im Herbst 1887 nach Berlin. Vier Semester lang besuchte er an der Universität Berlin Übungen von Ernst Curtius, Adolf Furtwängler und Carl Robert. Den Winter 1889/90 verbrachte er mit der Arbeit an seiner Dissertation über Archäologische Anmerkungen zur Poesie des Hesiod  und folgte 1890 zum Abschluss des Promotionsverfahrens seinem Lehrer Robert, der einen Ruf an die Universität Halle erhalten hatte.

### Von der Klassischen Antike zur Vorgeschichte (1891–1908)
Im Dezember 1891 trat Schmidt als Volontär in den Museumsdienst beim Antiquarium der Königlichen Museen zu Berlin ein, schied jedoch schon bald wieder aus, um mit dem Reisestipendium des Deutschen Archäologischen Instituts eine ausgedehnte Studienreise zu den Stätten der klassischen Antike zu unternehmen. In Athen erreichte ihn die Einladung Wilhelm Dörpfelds zur Teilnahme an der Ausgrabungskampagne 1893/94 in Hissarlik, der Stätte des antiken Troja. Schmidt, der sich bisher hauptsächlich mit der Klassischen Archäologie beschäftigt hatte, kam hier erstmals mit vorgeschichtlichen Fundstücken in Berührung, die er nach Abschluss der Grabung in Konstantinopel zu ordnen hatte. Nach Fortsetzung seiner Studienreise in Italien kam Schmidt 1895 wieder nach Berlin. 1896 kehrte er als wissenschaftlicher Hilfsarbeiter in den Museumsdienst zurück, um die in Berlin befindliche Schliemann-Sammlung zu katalogisieren und deren Ausstellung neu einzurichten sowie die Keramik der Troja-Grabung für die Publikation zu bearbeiten.
Nach Abschluss der Arbeiten an den Funden aus Troja wurde Schmidt als wissenschaftlicher Hilfsarbeiter an der Vorgeschichtlichen Abteilung der Museen übernommen und 1905, neben Alfred Götze und Karl Brunner, noch beim damaligen Direktor der Vor- und frühgeschichtlichen Abteilung Albert Voß als Direktorialassistent angestellt. Nachdem 1908 mit
den Kustoden eine neue Stufe in der wissenschaftlichen Leitungsebene der Museen geschaffen worden war, die in der Regel mit den dienstältesten Direktorialassistenten besetzt wurde, erhielt Schmidt die Position des Kustos.
Bereits im Januar 1901 wurde Schmidt Mitglied der von Rudolf Virchow gegründeten Berliner Gesellschaft für Anthropologie, Ethnologie und Urgeschichte, deren Prähistorischer Kommission er von 1909 bis 1919 angehörte und die seine archäologischen Expeditionen mehrmals finanziell unterstützte.
Im Rahmen praktischer Feldarbeit beteiligte sich Schmidt im Jahr 1902 an der letzten Grabungskampagne in Samʼal–Sendschirli unter der Leitung von Felix von Luschan und 1904 an der Expedition von Raphael Pumpelly nach Turkestan, in deren Verlauf Schmidt die archäologische Leitung der Grabungen in Anau und Alt Merw hatte.

### Archäologie im Donauraum (1909–1919)
Seit 1908 bemühte sich Schmidt, von den rumänischen Behörden die Genehmigung zu Ausgrabungen auf einem Hügel zwischen den Dörfern Băiceni und Cucuteni zu erhalten, die ihm jedoch erst nach einer persönlichen Intervention des neuen Museumsdirektors in Berlin Carl Schuchhardt erteilt wurde. Finanziert von der Rudolf-Virchow-Stiftung konnte Schmidt im Herbst 1909 und Herbst 1910 zwei Grabungskampagnen durchführen, im zweiten Jahr unterstützt von Gerhard Bersu, der zu dieser Zeit noch Student in Tübingen war. Obwohl bereits vereinzelte Funde aus der Gegend bekannt waren, gilt das Unternehmen als erste systematische Grabung an dieser Stätte und Grundlage der archäologischen Forschung in Rumänien.
Während des Ersten Weltkriegs führte Schmidt in den Jahren 1917 und 1918 eine weitere Grabung in Rumänien in dem Ort Sărata Monteoru durch, dessen archäologische Bedeutung bereits seit 1907 bekannt war. Über die Grabungsergebnisse hat er später zwar kurz berichtet, die Ergebnisse konnte er jedoch nicht mehr veröffentlichen.

### Lehre an der Berliner Universität (1920–1933)
Nachdem Schmidt bereits seit seiner 1907 erfolgten Habilitation über die Keramik der La-Tène-Zeit als Privatdozent Veranstaltungen an der Universität Berlin abhielt und ihm 1913 der Titel eines Professors verliehen worden war, wurde er 1920 offiziell zum unbesoldeten außerordentlichen Professor an der philosophischen Fakultät ernannt. In der Vor- und frühgeschichtlichen Abteilung der Berliner Museen wurden Götze und Brunner seit 1920 ebenfalls als Kustoden geführt. Als es im Zuge der Weltwirtschaftskrise im Deutschen Reich zu umfangreichen Einsparmaßnahmen im Beamtenapparat kam, wurde Schmidt auf Grundlage der preußischen Personalabbauverordnung zum 1. April 1924 in den einstweiligen Ruhestand versetzt. 1926 erhielt er erneut einen Lehrauftrag zum Thema „Vorgeschichtlichen Beziehungen zwischen Europa und dem Orient“.
Obwohl Schmidt seit 1928 nach einem Schlaganfall halbseitig gelähmt war, arbeitete er weiter an der Publikation der Ergebnisse seiner fast zwei Jahrzehnte zurück liegenden Grabungen in Cucuteni. Zudem vertrat er während der nach dem Tod von Max Ebert eingetretenen mehrere Jahre (1929–1934) dauernden Vakanz nebenamtlich den Lehrstuhl für Ur- und Frühgeschichte.
Hubert Schmidt blieb unverheiratet und lebte seit 1914 bis zu seinem Tod in der Belfortstraße 31 in Steglitz, heute Klingsorstraße 31 im Berliner Bezirk Steglitz-Zehlendorf. Am 1. März 1933 starb er an den Folgen eines erneuten Schlaganfalls und wurde auf dem Friedhof am Krematorium Wilmersdorf beigesetzt.

### Bedeutung
Die Bedeutung des wissenschaftlichen Werkes von Hubert Schmidt liegt vor allem in der Einführung einer systematischen und kritischen Vorgehensweise in der Feldarbeit, der genauen Beobachtung von Stratigraphie, Fundumständen und -umgebung sowie deren Dokumentation. Seine grundlegende Beschreibung der Grabung in Anau wurde noch im Jahr 2003 in einer zusammenfassenden Publikation über den Ort erneut abgedruckt und seine Grabung in Cucuteni bildet nicht nur die bis heute gültige Grundlage für die chronologische Einteilung der Cucuteni-Tripolje-Kultur, sondern wird in Rumänien als Beginn der systematischen archäologischen Forschung in diesem Land betrachtet. Viele der Aufsätze Schmidts haben durch die über eine einfache Darstellung hinausgehende systematische Behandlung des Gegenstandes einen monographischen Charakter.
Durch seine Ausgrabungen und Studienreisen sowie seine Museumstätigkeit hatte Schmidt eine umfassende Kenntnis der archäologischen Funde aus ganz Europa, den Vorderen Orient bis nach Zentralasien, sodass er auch überregionale Vergleiche kompetent anstellen und in seine Lehrtätigkeit einbringen konnte, auch wenn seine Erklärungsversuche kultureller Entwicklungen durch ethnische Wanderungen ihre Ursprünge in seiner Zeit haben und heute als weitgehend überholt gelten müssen.

## Publikationen (Auswahl)
- Observationes archaeologicae in carmina Hesiodea. (Phil. Diss.). E. Karras, Halle 1891. 34 S. (Abdruck auch in: Dissertationes philologicae Halenses, Band 12. Niemeyer, Halle 1894). (Digitalisat)
- Heinrich Schliemann's Sammlung trojanischer Altertümer. Beschrieben von Hubert Schmidt. Herausgegeben von der General-Verwaltung. Georg Reimer, Berlin 1902. (Digitalisat) (Rezensionen: NN, in: Journal of Hellenic Studies, Band 24, 1904, S. 169).
- Die Keramik der verschiedenen Schichten (S. 243–319); Die thönernen Spinnwirtel (S. 423–428); Treren oder Kimmerier in Troja (S. 594–600). In: Wilhelm Dörpfeld: Troja und Ilion. Ergebnisse der Ausgrabungen in den vorhistorischen und historischen Schichten von Ilion 1870–1894. Unter Mitwirkung von Alfred Brückner, Hans von Fritze, Alfred Götze, Hubert Schmidt, Wilhelm Wilberg, Hermann Winnefeld. Beck & Barth, Athen 1902. (Digitalisat).
- Archaeological Excavations in Anau and Old Merv. In: Raphael Pumpelly (Hrsg.): Explorations in Turkestan; Expedition of 1904. Prehistoric Civilizations of Anau, Origins, Growth, and Influence of Environment. Carnegie Institution of Washington, Washington 1908. (Carnegie Institution of Washington Publication, Band 73). Band 1, S. 81–210 (Digitalisat Band 1, Band 2). Teilweise neu abgedruckt unter dem Titel: 1904 Excavations at Anau North. In: Fredrik T. Hiebert/Kakamurad Kurbansakhatov (Hrsg.): A Central Asian village at the Dawn of civilization. Excavations at Anau, Turkmenistan. Philadelphia 2003, ISBN 1-931707-50-2, S. 174–193. (University Museum Monograph, Band 116). (Digitalisat)
- Führer durch die Vorgeschichtliche Abteilung. Königliche Museen zu Berlin. Reimer, Berlin 1913.
- Estudios acerca de los principios de la edad de los metales en España. Übersetzung ins Spanische von Pedro Bosch Gimpera. Museo Nacional de Ciencias Naturales, Madrid 1915. 65 S. (Comisión de investigaciones paleontológicas y prehistóricas. Memorias,  Band 8) (PDF; 11,9 MB). (Übersetzung der Beiträge Der Bronzefund von Canena (Bez. Halle). aus der PrZs 1909 (teilweise) sowie Zur Vorgeschichte Spaniens. aus der ZfE 1913.)
- Vorgeschichte Europas. Grundzüge der alteuropäischen Kulturentwicklung. Band I: Stein- und Bronzezeit. (mehr nicht erschienen) Teubner, Leipzig 1924. 105 S. (Aus Natur u. Geisteswelt, Band 571). (Rezensionen: E. Wahle, in: Geographische Zeitschrift, 31. Jg., 1925, S. 369; Vere Gordon Childe, in: Man, Band 25, 1925, S. 109–110; NN, in: The Antiquaries Journal, Band 5, 1925, S. 457 f.)
- Cucuteni in der oberen Moldau, Rumänien. Die befestigte Siedlung mit bemalter Keramik von der Steinkupferzeit bis in die vollentwickelte Bronzezeit. de Gruyter, Berlin/Leipzig 1932. (Rezensionen: Vere Gordon Childe, in: Man, Band 33, 1933, S. 184; Hetty Goldman, in: American Journal of Archaeology, Band 37, 1933, S. 183; R(aymond). L(antier). In: Revue archéologique, 6. Série, Band 6, 1935, S. 187–188; weitere Rezensionen bei Ursulescu, s. Literatur) Nachdruck mit einem Vorwort von Mădălin-Cornel Văleanu. Ed. Tehnopress, Iaşi 2006. (Volltext in der Google-Buchsuche); Übersetzung ins Rumänische von Gianina Bistrițan, herausgegeben und mit einem Vorwort versehen von Mădălin-Cornel Văleanu: Cucuteni din Moldova – România: aşezarea fortificată cu ceramică pictată, din epoca pietrei şi cuprului şi până în apogeul epocii bronzului. Ed. Tehnopress, Iaşi 2007, ISBN 978-973-702-440-4 (Volltext in der Google-Buchsuche).
- Tell Halaf. Band 1: Die prähistorischen Funde. Bearbeitet von Hubert Schmidt. Mit einer Einleitung zum Gesamtwerk von Max Freiherr von Oppenheim. de Gruyter, Berlin 1943. (Rezensionen: Franz Hančar, in: Archiv für Orientforschung, Band 15, 1945–1951, S. 117–120.)